# Человек ниоткуда (фильм, 1961)
«Человек ниоткуда» — советская научно-фантастическая кинокомедия 1961 года, поставленная на «Мосфильме» режиссёром Эльдаром Рязановым.

## История создания
Идею сюжета сценаристу Зорину предложил режиссёр Эльдар Рязанов. Подготовка к съёмкам фильма началась в 1958 году; тогда фильм носил рабочее название «По ту сторону радуги».
На главную роль Чудака режиссёр пробовал Леонида Быкова, Ролана Быкова, Олега Попова, Юрия Никулина и других актёров. После ряда кинопроб роль была предложена Игорю Ильинскому, с которым Рязанов уже имел опыт сотрудничества в фильме «Карнавальная ночь». Однако Ильинский вскоре отказался от этой роли как не подходящей ему по возрасту и тяжёлой физически. Съёмки затягивались. Кинематографическое руководство посмотрело уже отснятый материал, осталось им недовольно и потребовало переделать сценарий и переснять часть эпизодов. Кинофильм на некоторое время законсервировали.
После переделки сценария Рязанов пригласил на главные роли молодых актёров. В этом фильме впервые главные роли в кино сыграли Анатолий Папанов и Сергей Юрский; для Юрия Яковлева это была вторая главная роль после экранизации «Идиота» 1958 года.
По замыслу автора, фильм должен был показать советскую действительность глазами «человека со стороны», сатирически вскрыть «отдельные недостатки». Рязанов определил жанр фильма как «комическую ненаучную фантастику».

## Сюжет
Фильм начинается с чёрно-белого пролога, показывающего антропологическую экспедицию на Памире. Главный герой — молодой антрополог Владимир Поражаев — верит в существование племени тапи, но его лучший друг и начальник экспедиции Крохалёв отрицает это. Поражаев, упорно не желая его слушать, проваливается в пропасть, где ударяется головой об огромный валун и теряет сознание.
С этого момента начинается основная сюжетная линия, демонстрирующаяся в цвете. Поражаев оказывается привязанным к столбу вместе с дикарём-тапи по имени Чудак, которого сородичи хотят съесть за многочисленные прегрешения (в их числе, например, нежелание есть друзей, употребление в речи рифмы и галантное отношение к дамам из племени). При этом вождь племени и внешне, и манерами очень похож на Крохалёва. Услышав заявление вождя, что «моё решенье неизменно, как неизменны в небе звёзды», Поражаев вспоминает, что в этом районе будет пролетать спутник, и решает спасти себя и Чудака. Он говорит дикарям, что нашлёт на них звезду, если они его съедят, и в этот момент мимо пролетает спутник. Испугавшиеся тапи отпускают антрополога и Чудака в Москву, где Поражаев становится наставником дикаря.
Весь фильм образец редкого племени попадает в различные комичные ситуации: то он оказывается в милиции, где Поражаев выдаёт себя за тренера, а Чудака — за бегуна; то выигрывает соревнования по бегу, то пристаёт к понравившейся ему замужней женщине, то временно становится председателем спортивной секции, то вообще теряется в городе. При этом Чудак очень хочет стать человеком, а Поражаев говорит ему, что он станет человеком только тогда, когда будет работать. В это же время Крохалёв думает, что Поражаев погиб, и пытается понравиться его возлюбленной Лене. Поражаев, встретившись с ним, опровергает это. На научной конференции, посвящённой Чудаку, Крохалёв пытается доказать профессорам, что племя тапи является выдумкой. Чудак, который за время своего пребывания в Москве уже встретил подобных Крохалёву «двойников», решает съесть его, но Поражаев останавливает друга. Антропологу удаётся доказать существование племени, и после конференции он летит в космос. Однако Чудак оказывается вместе с ним в ракете — он не хочет бросать старшего друга. Поражаев, пока старт ещё не начался, пытается вытолкнуть его из ракеты, но тут она взлетает, и оба они переругиваются, летя в воздухе. Приземляются они на Памире. Чудак уходит к своим сородичам, чтобы научить их стать людьми, и обещает Поражаеву, что приручит орла, который принесёт ему письмо.
В чёрно-белом эпилоге оказывается, что все события фильма были просто сном Поражаева. Остальные участники экспедиции находят его и будят. Но Поражаев всё-таки даёт себе обещание найти тапи.

## В ролях
- Сергей Юрский — Чудак, дикарь из племени тапи
- Юрий Яковлев  — Владимир Поражаев, антрополог
- Анатолий Адоскин — Миша, врач
- Юрий Белов — Гаврилов, старший сержант милиции
- Людмила Гурченко — Лена, возлюбленная Поражаева и Крохалёва
- Нинель Мышкова — Оля, жена Миши
- Анатолий Папанов — Аркадий Сергеевич Крохалёв, начальник антропологической экспедиции / вождь племени тапи / актёр театра трагикомедии / спортсмен-дебошир
- Антоний Ходурский — Николай Петрович, актёр театра трагикомедии
- Владимир Муравьёв — капитан, начальник отделения милиции
- Владимир Пицек — парикмахер
- Михаил Трояновский — профессор антропологии
- Пётр Савин — Дмитрий Петрович Крылов, новый председатель спортивного общества
- Георгий Тусузов — старый тапи
- Евгений Моргунов — повар из племени тапи
- Валентин Брылеев — человек из племени тапи
- Юрий Никулин — старшина милиции
- Георгий Милляр — электромонтёр
- Даниил Нетребин — член спортивного общества
- Виктор Кольцов
- Георгий Куликов — помощник режиссёра в театре (нет в титрах)
- Алексей Луценко — пилот вертолёта (нет в титрах)
- Валентин Абрамов — судья на стадионе (нет в титрах)

## Съёмочная группа
- Сценарий — Леонида Зорина
- Постановка режиссёра — Эльдара Рязанова
- Оператор — Леонид Крайненков
- Постановщик танцев — Владимир Варковицкий
- Директор картины — Макс Гершенгорин

## Критика, цензура и запрет
22 июня 1961 года, вскоре после премьеры фильма, в разделе «Письма зрителей» газеты «Советская культура» было опубликовано письмо за подписью «В. Данилян, научный работник». В письме утверждалось, что фильму «не хватает идейной концепции и ясной философской позиции». Позже выяснилось, что настоящим автором письма был заведующий отделом кино этой газеты кинокритик Владимир Шалуновский. Рецензии в других газетах также были резко критические.
На XXII съезде КПСС 24 октября 1961 года М. А. Суслов заявил:
К сожалению, нередко ещё появляются у нас бессодержательные и никчёмные книжки, безыдейные и малохудожественные картины и фильмы, которые не отвечают высокому призванию советского искусства. А на их выпуск в свет расходуются большие государственные средства. Хотя некоторые из этих произведений появляются под таинственным названием, как «Человек ниоткуда» (Оживление в зале). Однако в идейном и художественном отношении этот фильм явно не оттуда, не оттуда (Оживление в зале, аплодисменты). Неизвестно также, откуда взяты, сколько (немало) и куда пошли средства на производство фильма. Не пора ли прекратить субсидирование брака в области искусства? (Аплодисменты).
В тот же день эстрадные куплетисты П. В. Рудаков и В. П. Нечаев откликнулись на фильм частушкой:

На «Мосфильме» вышло чудо —

«Человек из ниоткуда».

Посмотрел я это чудо —

Год в кино ходить не буду!

После выступления Суслова показ фильма был повсеместно прекращён, а потом запрещён. Запрет был снят только в 1988 году решением Госкино СССР и конфликтной комиссии Союза кинематографистов СССР, после чего фильм был вновь показан в кинотеатрах.

### Видео
В конце 1980-х и начале 1990-х фильм выпущен на видеокассетах ВТПО «Видеофильм», а с начала 1990-х годов — кинообъединением «Крупный план».